# 蓋瑞斯·埃默里
蓋瑞斯·埃默里（英語：Gareth Emery，1980年7月18日—）是英國Trance音樂製作人和唱片騎師。他最出名的作品是北極光、駕駛和生存的100個理由這3張錄音室專輯，並榮獲3次著名的年度ASOT獎。